# Game Center Shо̄jo to Ibunka Kо̄ryū
Game Center Shо̄jo to Ibunka Kо̄ryū (ゲーセン少女と異文化交流 Gēsen Shōjo to Ibunka Kōryū?) es una serie de manga japonesa de Hirokazu Yasuhara. La serie comenzó a publicarse en línea a través de Twitter y Pixiv en diciembre de 2019. Luego, Fujimi Shobo la serializó a través del sitio web de Niconico Seiga bajo su marca DraDra Sharp desde mayo de 2020 y se recopiló en nueve volúmenes tankōbon. Una adaptación televisiva de anime producida por Nomad se estrenó en julio de 2025.

## Argumento
La historia sigue a Renji Kusakabe, un trabajador a tiempo parcial en un arcade que conoce a Lily Baker, una joven británica. A través de un intercambio de diarios, ambos desarrollan una amistad que podría convertirse en algo más.

## Personajes
Lily Baker (リリー・ベイカー Rirī Beikā?)
 Seiyū: Nao Tōyama (vomic, PV), Sally Amaki (anime)
Renji Kusakabe (草壁蓮司 Kusakabe Renji?)
 Seiyū: Shōya Chiba (anime)
Aoi Kusakabe (草壁葵衣 Kusakabe Aoi?)
 Seiyū: Reo Osanai
Karin Kaga (加賀花梨 Kaga Karin?)
 Seiyū: Asaki Yuikawa
Hotaru Katsuragi (桂木 蛍 Katsuragi Hotaru?)
 Seiyū: Kaori Ishihara
Momoko Mochizuki (望月桃子 Mochizuki Momoko?)
 Seiyū: Ai Kayano

## Contenido de la obra

### Manga
Game Center Shо̄jo to Ibunka Kо̄ryū está escrita por Hirokazu Yasuhara y comenzó a serializarse en línea a través de las cuentas de Twitter y Pixiv del autor el 22 de diciembre de 2019. Luego fue adquirido por Fujimi Shobo, quien comenzó a publicarlo en el sitio web de Niconico Seiga bajo su marca DraDra Sharp el 15 de mayo de 2020. Los capítulos de la serie se han recopilado en nueve volúmenes tankōbon a partir de diciembre de 2024.
| Volúmenes de manga publicados | Volúmenes de manga publicados | Volúmenes de manga publicados |
| Número                        | Fecha de lanzamiento          | ISBN                          |
| ----------------------------- | ----------------------------- | ----------------------------- |
| 1                             | 9 de diciembre de 2020        | ISBN 978-4-04-073904-5        |
| 2                             | 9 de julio de 2021            | ISBN 978-4-04-074166-6        |
| 3                             | 9 de diciembre de 2021        | ISBN 978-4-04-074341-7        |
| 4                             | 8 de julio de 2022            | ISBN 978-4-04-074592-3        |
| 5                             | 9 de diciembre de 2022        | ISBN 978-4-04-074781-1        |
| 6                             | 7 de julio de 2023            | ISBN 978-4-04-075049-1        |
| 7                             | 8 de diciembre de 2023        | ISBN 978-4-04-075234-1        |
| 8                             | 9 de julio de 2024            | ISBN 978-4-04-075520-5        |
| 9                             | 9 de diciembre de 2024        | ISBN 978-4-04-075704-9        |

### Anime
Se anunció una adaptación al anime el 29 de agosto de 2024. Más tarde se confirmó que sería una serie de televisión producida por Nomad y dirigida por Toshihiro Kikuchi, con la composición de la serie a cargo de Yasunori Yamada, los personajes diseñados por Rikiya Okano y la música compuesta por Takurō Iga. Se estrenó el 6 de julio de 2025 en AT-X y otras cadenas. El tema de apertura es "Futari no Start Button" interpretado por Sally Amaki y Reo Osanai como sus personajes, mientras que el tema de cierre es "Amusing Flavor" interpretado por Amaki. Crunchyroll está transmitiendo la serie en todo el mundo excepto Japón y China.

### Otros medios
En conmemoración del lanzamiento del segundo volumen de la serie, se lanzó un video promocional en el canal de YouTube de Kadokawa Corporation el 8 de julio de 2021. El video promocional presentó la actuación de Nao Tōyama como Lily.